# Fraccionamiento del Magisterio Tulancinguense
Fraccionamiento del Magisterio Tulancinguense är en ort i Mexiko.   Den ligger i kommunen Tulancingo de Bravo och delstaten Hidalgo, i den sydöstra delen av landet, 100 km nordost om huvudstaden Mexico City. Fraccionamiento del Magisterio Tulancinguense ligger 2 156 meter över havet och antalet invånare är 1 316.
Terrängen runt Fraccionamiento del Magisterio Tulancinguense är kuperad söderut, men norrut är den platt. Runt Fraccionamiento del Magisterio Tulancinguense är det tätbefolkat, med 476 invånare per kvadratkilometer. Närmaste större samhälle är Tulancingo, 3,9 km öster om Fraccionamiento del Magisterio Tulancinguense. Omgivningarna runt Fraccionamiento del Magisterio Tulancinguense är en mosaik av jordbruksmark och naturlig växtlighet.